# Порфирокласт
Порфирокласт представља класт или фрагмент минерала у метаморфној стени, који се налази у основној маси изграђеној од ситнозрнијих кристала. Порфирокласти представљају фрагменте оригиналне стенске масе, која је постојала пре него што је процес динамичке рекристализације произвео основну масу. То значи да су порфирокласти фрагменти стене који су старији од основне масе. Они представљају чвршће делове оригиналне стене, које није могуће лако деформисати, па због тога нису били захваћени рекристализацијом, или су рекристалисали у много мањој мери. У оригиналној стени, порфирокласти су представљали фенокристале или порфиробласте.
Порфирокласти се често мешају са порфиробластима. Порфиробласти су такође велики кристали у ситнозрној основној маси, али они представљају кристале који расту након деформације стене и након формирања основне масе. Време раста порфиробласта може се утврдити проучавањем микроструктура које, у облику поикилобласта, могу бити сачуване у овим кристалима.
У стенама које су јако деформисане, порфирокласти могу бити ротиране дејством напона смицања у стени. У том случају, представљају веома добар индикатор за одређивање смера смицања у проучаваној стени.